# Noc pełzaczy
Noc Pełzaczy – amerykański horror filmowy klasy B z roku 1986, którego reżyserem był Fred Dekker. Film łączy motywy zombie i inwazji obcych.

## Opis fabuły
W roku 1959 ze statku kosmicznego obcych zostaje wyrzucony pojemnik, którego zawartość powstała w wyniku bliżej nieokreślonego niebezpiecznego eksperymentu. Pojemnik spada na Ziemię i zostaje znaleziony przez studenta koledżu. Pasożyt, przypominający pijawkę, wydostaje się z pojemnika i wskakuje do ust mężczyzny.
Dalsza akcja filmu odbywa się w 1986 roku. W międzyczasie ciało zakażonego przez pasożyta studenta, uważane za martwe, było przechowywane w stanie zamrożonym w uniwersyteckim centrum medycznym. Po rozmrożeniu ciało jednak powraca do życia, a za jakiś czas z jego głowy wydostają się pasożyty, szukające następnych żywicieli. Pasożyty przemieniają zakażonych ludzi oraz zwierzęta w istoty, przypominające zombie. Grupka nastolatków oraz inspektor policji rozpoczynają walkę przeciwko epidemii.

## Obsada
- Jason Lively - Chris Romero
- Jill Whitlow - Cynthia Cronenberg
- Tom Atkins - Ray Cameron
- Steve Marshall - James Carpenter „J.C.” Hooper
- Bruce Solomon - sierżant Raimi
- David Paymer - młody naukowiec